# 잠비아 국가 올림픽 위원회
잠비아 국가 올림픽 위원회(영어: National Olympic Committee of Zambia)는 잠비아를 대표하는 국가 올림픽 위원회이다. IOC 코드는 ZAM이다. 본부는 루사카에 있으며 아프리카 국가 올림픽 위원회 연합에 소속되어 있다.
북로디지아 시대였던 1951년에 설립되었으며 1963년에 국제 올림픽 위원회의 승인을 받았다. 올림픽, 올아프리카 게임, 코먼웰스 게임을 비롯한 국제 스포츠 대회에 참가하는 잠비아의 선수들을 대표한다.